# Aalenium
| ❮ | System  | Serie      | Stufe         | ≈ Alter (mya) |
| ❮ | später  | später     | später        | jünger        |
| - | ------- | ---------- | ------------- | ------------- |
| ❮ | J u r a | Oberjura   | Tithonium     | 145 ⬍ 152,1   |
| ❮ | J u r a | Oberjura   | Kimmeridgium  | 152,1 ⬍ 157,3 |
| ❮ | J u r a | Oberjura   | Oxfordium     | 157,3 ⬍ 163,5 |
| ❮ | J u r a | Mitteljura | Callovium     | 163,5 ⬍ 166,1 |
| ❮ | J u r a | Mitteljura | Bathonium     | 166,1 ⬍ 168,3 |
| ❮ | J u r a | Mitteljura | Bajocium      | 168,3 ⬍ 170,3 |
| ❮ | J u r a | Mitteljura | Aalenium      | 170,3 ⬍ 174,1 |
| ❮ | J u r a | Unterjura  | Toarcium      | 174,1 ⬍ 182,7 |
| ❮ | J u r a | Unterjura  | Pliensbachium | 182,7 ⬍ 190,8 |
| ❮ | J u r a | Unterjura  | Sinemurium    | 190,8 ⬍ 199,3 |
| ❮ | J u r a | Unterjura  | Hettangium    | 199,3 ⬍ 201,3 |
| ❮ | früher  | früher     | früher        | älter         |

Das Aalenium (deutsch verkürzt auch Aalen, auch Aalenien) ist in der Erdgeschichte die älteste der vier chronostratigraphischen Stufen des Mitteljura und umfasst geochronologisch den Zeitraum von etwa 174,1 bis 170,3 Millionen Jahren. Dieser Stufe geht das Toarcium voraus; ihr folgt das Bajocium.

## Namensgebung und Geschichte
Die Stufe ist benannt nach der Stadt Aalen in Baden-Württemberg. Die Stufe und der Name wurden erstmals von Karl Mayer-Eymar 1864 gebraucht. Die ersten Fossilienfunde wurden unter anderem im Tiefen Stollen in Aalen gemacht. Hiervon ist ein großer Teil im städtischen Urweltmuseum Aalen ausgestellt.

## Definition und GSSP

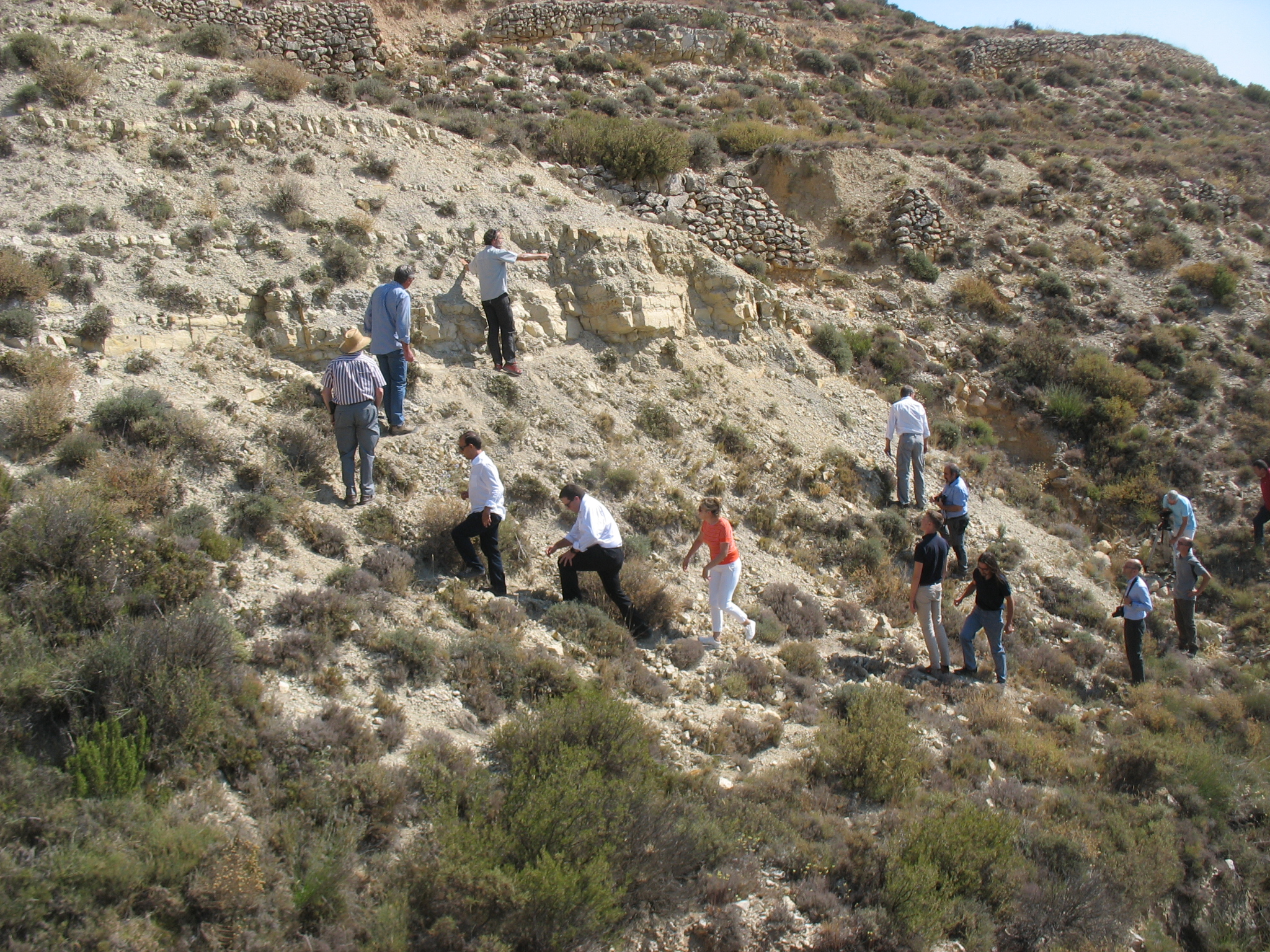
Teillokalität „2Fz“ des GSSP bei Fuentelsaz. Die Basis des Aaleniums befindet sich so ziemlich genau auf Höhe des ausgestreckten Armes der am weitesten oben am Hang stehenden Person.

Der Beginn (die Basis) der Stufe ist durch das Erstauftreten der Ammonitengattung Leioceras definiert. Das Erstauftreten der Ammonitengattung Hyperlioceras markiert das Ende der Stufe bzw. die Basis des nachfolgenden Bajociums. Der Global Stratotype Section and Point (GSSP, das Typusprofil der basalen Einheitengrenze) des Aaleniums befindet sich in einem Aufschluss ca. 500 m nördlich der Ortschaft Fuentelsaz (Provinz Guadalajara, Spanien) im Iberischen Gebirge.

## Untergliederung des Aalenium
Das Aalenium wird im Tethysbereich in folgende Ammoniten-Biozonen untergliedert:
| Unterstufe    | Biozone       | Leitfossil             |
| ------------- | ------------- | ---------------------- |
| Oberaalenium  | concavum      | Graphoceras concavum   |
| Oberaalenium  | bradfordensis | Brasilia bradfordensis |
| Oberaalenium  | murchisonae   | Ludwigia murchisonae   |
| Unteraalenium | opalinum      | Leioceras opalinum     |